# 小教授三号

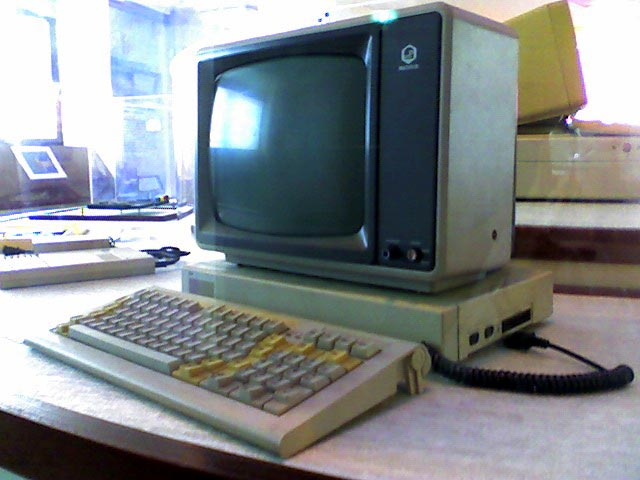
小教授三号

小教授三号（英語：MPF III）在1983年上市发表。它是宏碁（当时英文名叫“Multitech”）的第三种品牌电脑产品，也是一种早期的苹果电脑复制机（一种Apple IIe复制机）。与前两代小教授不同的是，它的设计受到IBM PC的影响。由于它在ROM里的增强功能以及不同的图像程序，小教授三号与Apple IIe并不完全兼容。
某些型号的MPF III有一个重要的功能，是它的中文培基。它是一种基于Applesoft BASIC中文化的BASIC语言。
MPF III包含了一块可选择的Z80CP/M模拟卡。它能使电脑切换到Z80处理器并运行设计给CP/M操作系统的软件。

## 技术信息
- CPU：MOS Technology 6502, 1 MHz
- 内存：64KB动态内存与2KB静态内存
- ROM：24KB，包含MBASIC（MPF-III BASIC）、屏幕、音效、显示及打印程序、驱动。
- 操作系统：DOS 3.3或ProDOS
- 输入/输出：NTSC复合端子输出孔、TV RF模组连接埠、卡匣插槽、打印机埠、9针D-type摇杆埠、耳机与外接喇叭输出孔。
- 可扩展性：6个内部插槽，可选的Z80CP/M模拟卡
- 屏幕显示：:
  - 文字模式：40x24/80x24（装载80列卡）
  - 图形模式：40x48（16列）/280x192（6列）
- 音效：单声道
- 存储装置：2个可选5.25英寸140 KB软驱
- 键盘：90键含九宫格数字键